# 北京市
北京市（ペキンし、中国語: 北京市、拼音: Běijīngshì、英語: Municipality of Beijing）は、中華人民共和国の首都。
行政区画上は直轄市であり、中国の華北の中央に位置する。常住人口は2184.3万（2022年末）。中国の政治の中枢であり、上海と並ぶ経済・学術・文化の中心地である。アジア屈指の世界都市。古くは燕京、中都、大都、北平などとも呼ばれた。

## 北京の読み方
日本では一般的に「ペキン」と読む。この読みは中国南部の方言の唐音に由来する歴史的な読み方である。1906年制定の郵政式アルファベット表記でもPekingと表記されている。
中国の共通語である普通話では、 Běijīng と発音し、カタカナに転記すると「ペイチン」。英語では Beijing と表記し、 [beɪˈdʒɪŋ] ( 音声ファイル)「ベイジン」と発音している。国連や北京市の公式サイトにおいても、Beijing を英語の名称として採用している。ただ以前は英語圏でもPeking「ピーキン」という表記を多用していたこともあり、北京大学を英語で Peking University と表記するなど、その名残を残している。
満洲語ではベギン（満洲文字:ᠪᡝᡤᡳᠩ、メレンドルフ転写: beging）またはゲムン・ヘチェン（ᡤᡝᠮᡠᠨ
ᡥᡝᠴᡝᠨ、転写:gemun hecen、「京城」の意）、ギン・ヘチェン（ᡤᡳᠩ
ᡥᡝᠴᡝᠨ、転写:ging hecen）と呼ばれていた。
江戸時代の書物（江原某『長崎虫眼鏡』など）では、「北京」のふりがなは「ほつきん（発音はホッキン）」となっている。幸田露伴の小説「運命」では読みを漢音で「ほくけい」としている。諸橋轍次「大漢和辞典」では「ほくけい」「ぺきん」の二つの読みを併記している。「ほっけい」とも言う。

## 歴史

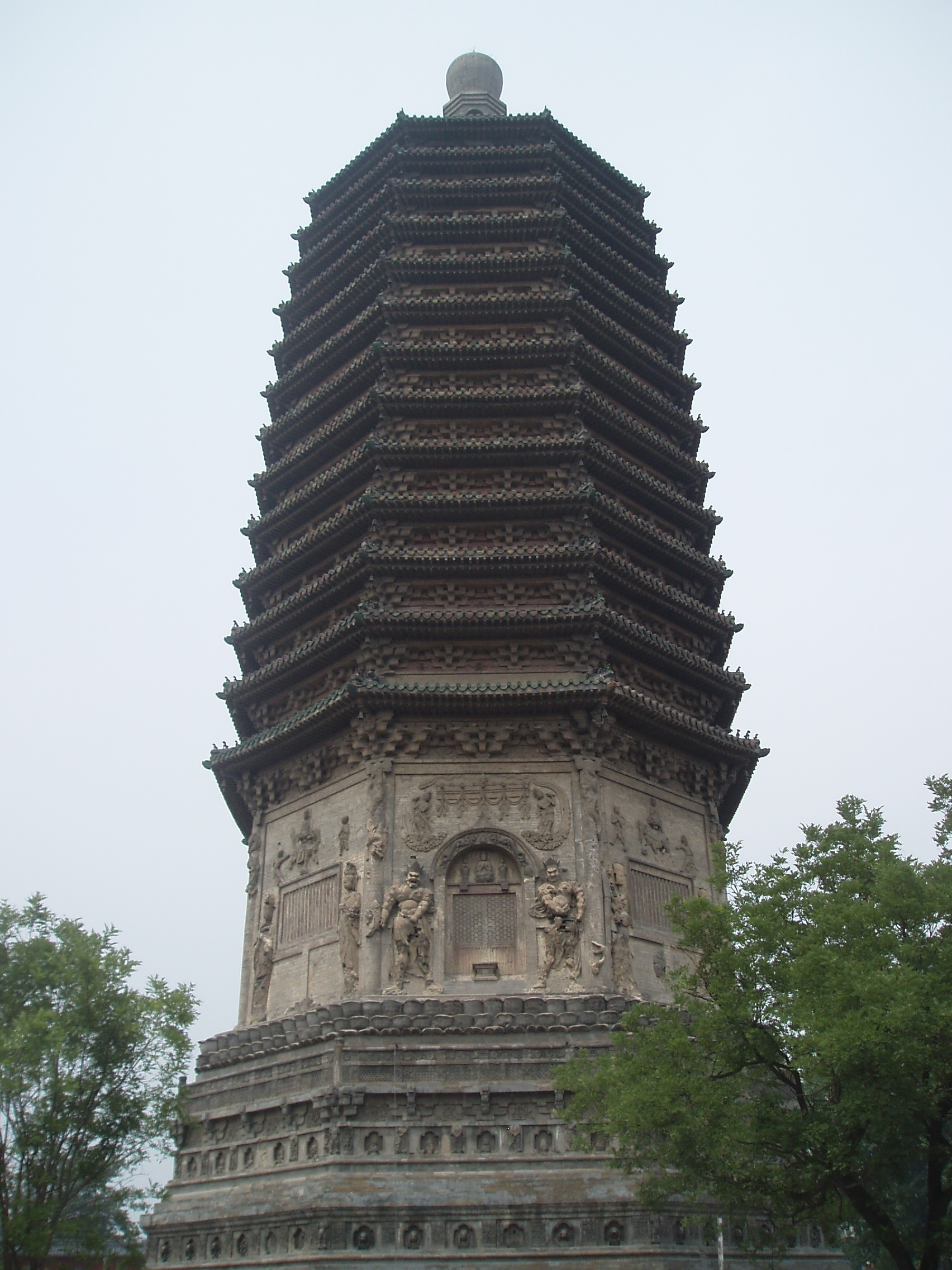
天寧寺塔は遼代に建てられ、元末の戦火による天寧寺焼失を免れた。

紀元前11世紀頃から紀元前222年、春秋戦国時代中期に現在の北京には「薊（けい）」という諸侯国と称された。燕が滅ぼし薊へ遷都した。周の国都洛陽からは遠く離れ、常に北方の匈奴などの遊牧民族の侵入による被害を受ける辺境であった。燕は劇辛や楽毅などの名将によって斉を攻め、70余城を取った。怒れる秦は王翦を率い、首都の薊は紀元前226年に秦によって陥落した。秦漢には北平（ほくへい、ペイピン Běipíng）と称されるが、満洲開発が進み、高句麗など周辺国の勢力が強大となると、戦略上、また交易上の重要な拠点として重視されるようになった。4世紀には高句麗が幽州地域を征服し、北京一帯を支配した。北京に隣接する河北涿郡（たくぐん）は三国志の英雄劉備の故郷で知られるとともに隋の煬帝が築いた大運河の北の起点とされている。
唐末五代の騒乱期、内モンゴルから南下してきた遼は、後晋に対し軍事支援を行った代償として北京地方を含む燕雲十六州を割譲された。遼はこの都市を副都の一つ南京（別名:燕京）と定めた。
その後金が遼を滅ぼして支配権を獲得したが、1153年に第4代皇帝海陵王が会寧から遷都を行って中都とした。皇統の和議（宋側では紹興の和議）によって、金の河北支配が確定すると、それまでの会寧では北に偏りすぎていることが大きな要因とみられ、また合わせて中国式の官制改革なども行われた。海陵王は政変で滅ぼされるが、モンゴル帝国の侵攻まで都城が存在した。
モンゴル帝国のハーン位を巡る争いに勝利して、元王朝を事実上創建したクビライ・カアンは、1264年に燕京を中都とし、1270年にはこれを大都と改めて、カラコルムに代わってモンゴル帝国の中心とした。クビライは従来の中都の北東に新たな都城（カンバリク）を築くことにし、1266年から始まった工事は1274年に宮殿を、1276年には城壁を完成させた。更に1293年には通恵河を開通させて大都と大運河をつなげた。ただし、元王朝はモンゴル帝国の要素を引き継いだ国家であり、元の皇帝（ハーン）は夏の間はモンゴル高原に近い開平（上都）に、冬の間は大都に居住する「両都巡行制」を採用した。
朱元璋（洪武帝）が元朝を北方に駆逐し明が成立すると、名称は北平に戻され、都城は南京に定められた。しかし、燕王に封じられ北平を拠点とした朱棣（後の永楽帝）は、1402年に建文帝に対し軍事攻撃を行い政権を奪取（靖難の変）。皇帝に即位した永楽帝は1403年に地名を北京に改めて南京の応天府に対して順天府と命名、遷都を前提とした大規模な工事を開始した。1406年から準備が始まった宮殿の工事の準備は物資搬送のための大運河の整備と平行して行われ、実際の宮殿の工事が行われたのは1417年に入ってからであった。しかし、朝廷内部には洪武帝の祖法を覆すこの方針に反対論が根強く、永楽帝も3度にわたる北京巡行を経て、1421年の朝賀に合わせて遷都を実行した。しかし、反対論が納まること無く、永楽帝の後を継いだ洪熙帝は1425年に南京への還都を宣言して、北京はそれまでの「行在」とされた。しかし、洪熙帝が間もなく崩御したことで還都計画は中断した。ただし、還都の中止が正式に発表されたのは正統帝の時代に入った1441年のことである。遷都の理由としては燕王としての永楽帝の根拠地であると共に、①靖難の変で顕在化した政治的対立や経済的格差の解消を図る「南北統一」の実現のために重視されるべき華北地域の中心であったこと、②元（モンゴル帝国）の登場によって広がった新たな中華世界の主として迫られた「華夷一統」を実現させるために農耕地域と遊牧・狩猟地域の境界線上にある北京が新しい都城の所在地として相応しかったとする政治的・経済的目的が主であったと考えられている。なお、北京遷都の一因としてモンゴル帝国に対する備えとする軍事的目的も指摘されているが、永楽帝が即位した直後の北方情勢は深刻では無く、むしろ遷都の正当化のための後付けの理由だったものが、状況の変化に伴って皇帝親征が必要ほどになる深刻なものとなった可能性も指摘されている。明王朝による「華夷一統」の実現の試みは冊封体制の再興という形で実現され、北京は多くの朝貢使節団が来訪するようになった。
1644年、李自成の反乱軍が明を滅ぼすと、その間隙を突いて満洲から清が南下をして北京を占領した。北京に入城した清の摂政王ドルゴンは、北京遷都を計画し、盛京にいた順治帝を迎え入れて、同年10月1日に北京遷都を宣言した。ドルゴンは清は異民族王朝であるが、逆賊である李自成を伐って後継王朝になったという中国大陸支配の大義名分を掲げており、それを引き継ぐ意味でも北京に都を引き継ぐ必要があった。ただし、満洲族の本拠地である盛京にも依然として機能の一部を残している。
1912年1月1日、南京で中華民国臨時政府が樹立され、同年3月に北京に首都が移された。中華民国の発足当初、北京は行政区分上は清代から続いていた順天府に属していた。1913年、北洋政府は京師警察庁を設置し、1914年6月には京都市政公所が新華門の近くに設置された。両者は共同で市政を担った。同年10月、かつての順天府の範囲に京兆地方が設置された。1918年1月、京兆地方の市街地は正式に京都市と命名された。1928年に国民政府による北伐の完了した後、中華民国の首都は南京に戻され、京都特別市は北平特別市に改称された。1930年6月、北平市は河北省管轄下の省轄市に降格し、同年12月に再び院轄市に昇格した。1937年に勃発した日中戦争で北平は日本軍に占領され、再び北京に改称された。1945年8月21日、日本の敗戦に伴って国民革命軍が北京を占領し、北平に改称した。
1949年10月1日の中華人民共和国成立により新中国の首都とされた北平は再び北京と改称され現在に至る。しかし、台湾の中華民国政府は中華人民共和国の存在を承認せず、大陸地区への統治権を主張し、現在でも公式名称として「北平」の名称を用いている。しかしながら、現在は「北京当局」という名称で「北京」を用いる例がある。

## 地理
北京は華北平原の東北端に位置する。東部は山地、西部は太行山脈支脈の西山、北部は燕山山脈一部の軍都山に接しており、南部以外は山に囲まれていて全市域の約62%を山地が占めている。北京の最高峰は万里の長城が延々と続いている北部山脈にある東霊山である。北京市街地はこうした山岳地域に囲まれた盆地の中にあり、その平均海抜は20〜60mである。海河流域に属し、永定河や潮白河などが流れるが、これらの河川には普段水が流れておらず水不足が深刻になっている。面積は日本の四国に相当する。またモンゴル南部で発生した黄砂に度々見舞われる。

### 気候
ケッペンの気候区分では、かつては亜寒帯冬季少雨気候（Dwa）に属していたが、最新の平年値ではステップ気候（BSk）に移行した。気温の年較差が大きい。また、春と秋はとても短い。春は乾燥していて強い砂埃の風が立つ。夏は高温多湿となり、霧や靄が降りる日が比較的多く雨は少ない。秋には雨がやや増えるが夕立など特定の時刻に集中的に降ることが多い。冬は低温乾燥で厳しい寒波が襲うが、乾燥のため雪はそれほどは降らない。中国の季節区分基準によると、北京は例年3月26日に春、5月20日に夏、9月13日に秋、10月31日に冬に入る。1991 - 2020年平年値では1月の平均気温が-2.7度、7月の平均気温が27.2℃、年平均気温が13.3℃、年降水量は528.0mmである。最高気温極値は41.9℃（1999年7月24日）で最低気温極値は－27.4℃（1966年2月22日）。
| 北京市（1991年 - 2020年平均、極値1951年 - 現在）の気候 | 北京市（1991年 - 2020年平均、極値1951年 - 現在）の気候 | 北京市（1991年 - 2020年平均、極値1951年 - 現在）の気候 | 北京市（1991年 - 2020年平均、極値1951年 - 現在）の気候 | 北京市（1991年 - 2020年平均、極値1951年 - 現在）の気候 | 北京市（1991年 - 2020年平均、極値1951年 - 現在）の気候 | 北京市（1991年 - 2020年平均、極値1951年 - 現在）の気候 | 北京市（1991年 - 2020年平均、極値1951年 - 現在）の気候 | 北京市（1991年 - 2020年平均、極値1951年 - 現在）の気候 | 北京市（1991年 - 2020年平均、極値1951年 - 現在）の気候 | 北京市（1991年 - 2020年平均、極値1951年 - 現在）の気候 | 北京市（1991年 - 2020年平均、極値1951年 - 現在）の気候 | 北京市（1991年 - 2020年平均、極値1951年 - 現在）の気候 | 北京市（1991年 - 2020年平均、極値1951年 - 現在）の気候 |
| 月                                                     | 1月                                                    | 2月                                                    | 3月                                                    | 4月                                                    | 5月                                                    | 6月                                                    | 7月                                                    | 8月                                                    | 9月                                                    | 10月                                                   | 11月                                                   | 12月                                                   | 年                                                     |
| ------------------------------------------------------ | ------------------------------------------------------ | ------------------------------------------------------ | ------------------------------------------------------ | ------------------------------------------------------ | ------------------------------------------------------ | ------------------------------------------------------ | ------------------------------------------------------ | ------------------------------------------------------ | ------------------------------------------------------ | ------------------------------------------------------ | ------------------------------------------------------ | ------------------------------------------------------ | ------------------------------------------------------ |
| 最高気温記録 °C （°F）                                 | 14.3 (57.7)                                            | 25.6 (78.1)                                            | 29.5 (85.1)                                            | 33.5 (92.3)                                            | 41.1 (106)                                             | 41.1 (106)                                             | 41.9 (107.4)                                           | 38.3 (100.9)                                           | 35.9 (96.6)                                            | 31.0 (87.8)                                            | 23.3 (73.9)                                            | 19.5 (67.1)                                            | 41.9 (107.4)                                           |
| 平均最高気温 °C （°F）                                 | 2.3 (36.1)                                             | 6.1 (43)                                               | 13.2 (55.8)                                            | 21 (70)                                                | 27.2 (81)                                              | 30.8 (87.4)                                            | 31.8 (89.2)                                            | 30.7 (87.3)                                            | 26.5 (79.7)                                            | 19.3 (66.7)                                            | 10.3 (50.5)                                            | 3.7 (38.7)                                             | 18.58 (65.45)                                          |
| 日平均気温 °C （°F）                                   | −2.7 (27.1)                                            | 0.6 (33.1)                                             | 7.5 (45.5)                                             | 15.1 (59.2)                                            | 21.3 (70.3)                                            | 25.3 (77.5)                                            | 27.2 (81)                                              | 26.1 (79)                                              | 21.2 (70.2)                                            | 13.8 (56.8)                                            | 5.2 (41.4)                                             | −1 (30)                                                | 13.3 (55.92)                                           |
| 平均最低気温 °C （°F）                                 | −6.9 (19.6)                                            | −4.2 (24.4)                                            | 1.9 (35.4)                                             | 9 (48)                                                 | 15.1 (59.2)                                            | 20 (68)                                                | 23 (73)                                                | 22 (72)                                                | 16.3 (61.3)                                            | 8.8 (47.8)                                             | 0.7 (33.3)                                             | −5 (23)                                                | 8.39 (47.08)                                           |
| 最低気温記録 °C （°F）                                 | −22.8 (−9)                                             | −27.4 (−17.3)                                          | −15.0 (5)                                              | −3.2 (26.2)                                            | 2.5 (36.5)                                             | 9.8 (49.6)                                             | 15.3 (59.5)                                            | 11.4 (52.5)                                            | 3.7 (38.7)                                             | −3.5 (25.7)                                            | −12.3 (9.9)                                            | −18.3 (−0.9)                                           | −27.4 (−17.3)                                          |
| 降水量 mm （inch）                                     | 2.2 (0.087)                                            | 5.8 (0.228)                                            | 8.6 (0.339)                                            | 21.7 (0.854)                                           | 36.1 (1.421)                                           | 72.4 (2.85)                                            | 169.7 (6.681)                                          | 113.4 (4.465)                                          | 53.7 (2.114)                                           | 28.7 (1.13)                                            | 13.5 (0.531)                                           | 2.2 (0.087)                                            | 528 (20.787)                                           |
| 平均降水日数                                           | 1.6                                                    | 2.3                                                    | 3                                                      | 4.7                                                    | 6                                                      | 10                                                     | 11.9                                                   | 10.5                                                   | 7.1                                                    | 5.2                                                    | 2.9                                                    | 1.6                                                    | 66.8                                                   |
| % 湿度                                                 | 43                                                     | 42                                                     | 40                                                     | 43                                                     | 47                                                     | 58                                                     | 69                                                     | 71                                                     | 64                                                     | 58                                                     | 54                                                     | 46                                                     | 52.9                                                   |
| 平均月間日照時間                                       | 188.1                                                  | 189.1                                                  | 231.1                                                  | 243.2                                                  | 265.1                                                  | 221.6                                                  | 190.5                                                  | 205.3                                                  | 206.1                                                  | 199.9                                                  | 173.4                                                  | 177.1                                                  | 2,490.5                                                |
| 出典：中国气象局 国家气象信息中心 2020-12-31           |                                                        |                                                        |                                                        |                                                        |                                                        |                                                        |                                                        |                                                        |                                                        |                                                        |                                                        |                                                        |                                                        |

| 北京市 (2008年 - 2022年平均、極値2001年 - 現在)の気候 | 北京市 (2008年 - 2022年平均、極値2001年 - 現在)の気候 | 北京市 (2008年 - 2022年平均、極値2001年 - 現在)の気候 | 北京市 (2008年 - 2022年平均、極値2001年 - 現在)の気候 | 北京市 (2008年 - 2022年平均、極値2001年 - 現在)の気候 | 北京市 (2008年 - 2022年平均、極値2001年 - 現在)の気候 | 北京市 (2008年 - 2022年平均、極値2001年 - 現在)の気候 | 北京市 (2008年 - 2022年平均、極値2001年 - 現在)の気候 | 北京市 (2008年 - 2022年平均、極値2001年 - 現在)の気候 | 北京市 (2008年 - 2022年平均、極値2001年 - 現在)の気候 | 北京市 (2008年 - 2022年平均、極値2001年 - 現在)の気候 | 北京市 (2008年 - 2022年平均、極値2001年 - 現在)の気候 | 北京市 (2008年 - 2022年平均、極値2001年 - 現在)の気候 | 北京市 (2008年 - 2022年平均、極値2001年 - 現在)の気候 |
| 月                                                    | 1月                                                   | 2月                                                   | 3月                                                   | 4月                                                   | 5月                                                   | 6月                                                   | 7月                                                   | 8月                                                   | 9月                                                   | 10月                                                  | 11月                                                  | 12月                                                  | 年                                                    |
| ----------------------------------------------------- | ----------------------------------------------------- | ----------------------------------------------------- | ----------------------------------------------------- | ----------------------------------------------------- | ----------------------------------------------------- | ----------------------------------------------------- | ----------------------------------------------------- | ----------------------------------------------------- | ----------------------------------------------------- | ----------------------------------------------------- | ----------------------------------------------------- | ----------------------------------------------------- | ----------------------------------------------------- |
| 最高気温記録 °C （°F）                                | 14.0 (57.2)                                           | 25.6 (78.1)                                           | 29.5 (85.1)                                           | 33.5 (92.3)                                           | 41.1 (106)                                            | 41.1 (106)                                            | 41.0 (105.8)                                          | 38.2 (100.8)                                          | 35.9 (96.6)                                           | 31.0 (87.8)                                           | 22.6 (72.7)                                           | 14.7 (58.5)                                           | 41.1 (106)                                            |
| 平均最高気温 °C （°F）                                | 2.3 (36.1)                                            | 5.9 (42.6)                                            | 13.9 (57)                                             | 21.4 (70.5)                                           | 27.8 (82)                                             | 31.0 (87.8)                                           | 32.1 (89.8)                                           | 31.0 (87.8)                                           | 26.8 (80.2)                                           | 19.4 (66.9)                                           | 10.6 (51.1)                                           | 3.9 (39)                                              | 18.84 (65.9)                                          |
| 日平均気温 °C （°F）                                  | −2.9 (26.8)                                           | 0.2 (32.4)                                            | 8.1 (46.6)                                            | 15.4 (59.7)                                           | 21.8 (71.2)                                           | 25.5 (77.9)                                           | 27.5 (81.5)                                           | 26.4 (79.5)                                           | 21.7 (71.1)                                           | 13.8 (56.8)                                           | 5.4 (41.7)                                            | −1.2 (29.8)                                           | 13.48 (56.25)                                         |
| 平均最低気温 °C （°F）                                | −7.0 (19.4)                                           | −4.5 (23.9)                                           | 2.5 (36.5)                                            | 9.2 (48.6)                                            | 15.4 (59.7)                                           | 20.2 (68.4)                                           | 23.3 (73.9)                                           | 22.3 (72.1)                                           | 16.9 (62.4)                                           | 8.8 (47.8)                                            | 0.9 (33.6)                                            | −5.4 (22.3)                                           | 8.55 (47.38)                                          |
| 最低気温記録 °C （°F）                                | −19.6 (−3.3)                                          | −14.7 (5.5)                                           | −8.1 (17.4)                                           | 0.4 (32.7)                                            | 3.9 (39)                                              | 11.9 (53.4)                                           | 16.0 (60.8)                                           | 14.9 (58.8)                                           | 7.6 (45.7)                                            | −3.4 (25.9)                                           | −10.8 (12.6)                                          | −15.5 (4.1)                                           | −19.6 (−3.3)                                          |
| 降水量 mm （inch）                                    | 1.5 (0.059)                                           | 7.7 (0.303)                                           | 9.7 (0.382)                                           | 24.2 (0.953)                                          | 30.3 (1.193)                                          | 76.8 (3.024)                                          | 188.0 (7.402)                                         | 117.0 (4.606)                                         | 69.8 (2.748)                                          | 28.1 (1.106)                                          | 18.0 (0.709)                                          | 1.4 (0.055)                                           | 572.5 (22.54)                                         |
| 平均降水日数 （≥0.1 mm）                              | 1.2                                                   | 2.5                                                   | 3.3                                                   | 4.6                                                   | 5.5                                                   | 10.0                                                  | 11.1                                                  | 10.5                                                  | 7.7                                                   | 4.8                                                   | 2.7                                                   | 1.0                                                   | 64.9                                                  |
| % 湿度                                                | 43                                                    | 43                                                    | 40                                                    | 41                                                    | 44                                                    | 56                                                    | 69                                                    | 68                                                    | 63                                                    | 59                                                    | 53                                                    | 43                                                    | 51.8                                                  |
| 平均月間日照時間                                      | 190.4                                                 | 182.2                                                 | 227.1                                                 | 243.5                                                 | 263.8                                                 | 208.9                                                 | 177.3                                                 | 203.5                                                 | 201.6                                                 | 194.6                                                 | 169.7                                                 | 190.9                                                 | 2,453.5                                               |
| 出典：China Meteorological Administration             |                                                       |                                                       |                                                       |                                                       |                                                       |                                                       |                                                       |                                                       |                                                       |                                                       |                                                       |                                                       |                                                       |

| 朝陽区（1991年 - 2020年平均、極値1981年 - 2010年）の気候 | 朝陽区（1991年 - 2020年平均、極値1981年 - 2010年）の気候 | 朝陽区（1991年 - 2020年平均、極値1981年 - 2010年）の気候 | 朝陽区（1991年 - 2020年平均、極値1981年 - 2010年）の気候 | 朝陽区（1991年 - 2020年平均、極値1981年 - 2010年）の気候 | 朝陽区（1991年 - 2020年平均、極値1981年 - 2010年）の気候 | 朝陽区（1991年 - 2020年平均、極値1981年 - 2010年）の気候 | 朝陽区（1991年 - 2020年平均、極値1981年 - 2010年）の気候 | 朝陽区（1991年 - 2020年平均、極値1981年 - 2010年）の気候 | 朝陽区（1991年 - 2020年平均、極値1981年 - 2010年）の気候 | 朝陽区（1991年 - 2020年平均、極値1981年 - 2010年）の気候 | 朝陽区（1991年 - 2020年平均、極値1981年 - 2010年）の気候 | 朝陽区（1991年 - 2020年平均、極値1981年 - 2010年）の気候 | 朝陽区（1991年 - 2020年平均、極値1981年 - 2010年）の気候 |
| 月                                                       | 1月                                                      | 2月                                                      | 3月                                                      | 4月                                                      | 5月                                                      | 6月                                                      | 7月                                                      | 8月                                                      | 9月                                                      | 10月                                                     | 11月                                                     | 12月                                                     | 年                                                       |
| -------------------------------------------------------- | -------------------------------------------------------- | -------------------------------------------------------- | -------------------------------------------------------- | -------------------------------------------------------- | -------------------------------------------------------- | -------------------------------------------------------- | -------------------------------------------------------- | -------------------------------------------------------- | -------------------------------------------------------- | -------------------------------------------------------- | -------------------------------------------------------- | -------------------------------------------------------- | -------------------------------------------------------- |
| 最高気温記録 °C （°F）                                   | 14.7 (58.5)                                              | 20.4 (68.7)                                              | 29.2 (84.6)                                              | 32.5 (90.5)                                              | 38.7 (101.7)                                             | 39.7 (103.5)                                             | 41.0 (105.8)                                             | 37.4 (99.3)                                              | 34.8 (94.6)                                              | 30.8 (87.4)                                              | 22.0 (71.6)                                              | 18.7 (65.7)                                              | 41 (105.8)                                               |
| 平均最高気温 °C （°F）                                   | 2.3 (36.1)                                               | 6.2 (43.2)                                               | 13.2 (55.8)                                              | 21.1 (70)                                                | 27.2 (81)                                                | 30.7 (87.3)                                              | 31.7 (89.1)                                              | 30.7 (87.3)                                              | 26.4 (79.5)                                              | 19.3 (66.7)                                              | 10.3 (50.5)                                              | 3.7 (38.7)                                               | 18.57 (65.43)                                            |
| 日平均気温 °C （°F）                                     | −3.0 (26.6)                                              | 0.3 (32.5)                                               | 7.3 (45.1)                                               | 15.0 (59)                                                | 21.1 (70)                                                | 24.9 (76.8)                                              | 26.8 (80.2)                                              | 25.7 (78.3)                                              | 20.6 (69.1)                                              | 13.2 (55.8)                                              | 4.7 (40.5)                                               | −1.3 (29.7)                                              | 12.94 (55.3)                                             |
| 平均最低気温 °C （°F）                                   | −7.5 (18.5)                                              | −4.8 (23.4)                                              | 1.2 (34.2)                                               | 8.3 (46.9)                                               | 14.3 (57.7)                                              | 19.2 (66.6)                                              | 22.4 (72.3)                                              | 21.3 (70.3)                                              | 15.5 (59.9)                                              | 7.7 (45.9)                                               | −0.2 (31.6)                                              | −5.6 (21.9)                                              | 7.65 (45.77)                                             |
| 最低気温記録 °C （°F）                                   | −19.4 (−2.9)                                             | −17.5 (0.5)                                              | −11.7 (10.9)                                             | −2.9 (26.8)                                              | 3.7 (38.7)                                               | 9.3 (48.7)                                               | 14.2 (57.6)                                              | 13.3 (55.9)                                              | 4.3 (39.7)                                               | −4.9 (23.2)                                              | −13.2 (8.2)                                              | −17.8 (0)                                                | −19.4 (−2.9)                                             |
| 降水量 mm （inch）                                       | 2.3 (0.091)                                              | 5.3 (0.209)                                              | 8.1 (0.319)                                              | 22.1 (0.87)                                              | 36.4 (1.433)                                             | 80.8 (3.181)                                             | 183.9 (7.24)                                             | 138.6 (5.457)                                            | 59.5 (2.343)                                             | 29.3 (1.154)                                             | 13.8 (0.543)                                             | 1.9 (0.075)                                              | 582 (22.915)                                             |
| 平均降水日数 （≥0.1 mm）                                 | 1.5                                                      | 2.3                                                      | 2.8                                                      | 4.7                                                      | 5.9                                                      | 10.1                                                     | 12.8                                                     | 10.5                                                     | 7.3                                                      | 4.9                                                      | 2.9                                                      | 1.7                                                      | 67.4                                                     |
| 平均降雪日数                                             | 2.7                                                      | 2.3                                                      | 1.1                                                      | 0.2                                                      | 0                                                        | 0                                                        | 0                                                        | 0                                                        | 0                                                        | 0                                                        | 1.7                                                      | 2.6                                                      | 10.6                                                     |
| % 湿度                                                   | 43                                                       | 42                                                       | 41                                                       | 43                                                       | 49                                                       | 60                                                       | 72                                                       | 73                                                       | 68                                                       | 63                                                       | 57                                                       | 47                                                       | 54.8                                                     |
| 平均月間日照時間                                         | 179.1                                                    | 179.8                                                    | 222.4                                                    | 237.6                                                    | 263.5                                                    | 219.7                                                    | 181.5                                                    | 193.6                                                    | 201.1                                                    | 193.3                                                    | 159.0                                                    | 164.6                                                    | 2,395.2                                                  |
| 日照率                                                   | 60                                                       | 59                                                       | 60                                                       | 59                                                       | 59                                                       | 49                                                       | 40                                                       | 46                                                       | 54                                                       | 57                                                       | 54                                                       | 57                                                       | 54.5                                                     |
| 出典：                                                   |                                                          |                                                          |                                                          |                                                          |                                                          |                                                          |                                                          |                                                          |                                                          |                                                          |                                                          |                                                          |                                                          |

| 海淀区（1991年 - 2020年平均、極値1981年 - 2010年）の気候 | 海淀区（1991年 - 2020年平均、極値1981年 - 2010年）の気候 | 海淀区（1991年 - 2020年平均、極値1981年 - 2010年）の気候 | 海淀区（1991年 - 2020年平均、極値1981年 - 2010年）の気候 | 海淀区（1991年 - 2020年平均、極値1981年 - 2010年）の気候 | 海淀区（1991年 - 2020年平均、極値1981年 - 2010年）の気候 | 海淀区（1991年 - 2020年平均、極値1981年 - 2010年）の気候 | 海淀区（1991年 - 2020年平均、極値1981年 - 2010年）の気候 | 海淀区（1991年 - 2020年平均、極値1981年 - 2010年）の気候 | 海淀区（1991年 - 2020年平均、極値1981年 - 2010年）の気候 | 海淀区（1991年 - 2020年平均、極値1981年 - 2010年）の気候 | 海淀区（1991年 - 2020年平均、極値1981年 - 2010年）の気候 | 海淀区（1991年 - 2020年平均、極値1981年 - 2010年）の気候 | 海淀区（1991年 - 2020年平均、極値1981年 - 2010年）の気候 |
| 月                                                       | 1月                                                      | 2月                                                      | 3月                                                      | 4月                                                      | 5月                                                      | 6月                                                      | 7月                                                      | 8月                                                      | 9月                                                      | 10月                                                     | 11月                                                     | 12月                                                     | 年                                                       |
| -------------------------------------------------------- | -------------------------------------------------------- | -------------------------------------------------------- | -------------------------------------------------------- | -------------------------------------------------------- | -------------------------------------------------------- | -------------------------------------------------------- | -------------------------------------------------------- | -------------------------------------------------------- | -------------------------------------------------------- | -------------------------------------------------------- | -------------------------------------------------------- | -------------------------------------------------------- | -------------------------------------------------------- |
| 最高気温記録 °C （°F）                                   | 14.2 (57.6)                                              | 19.8 (67.6)                                              | 28.7 (83.7)                                              | 33.1 (91.6)                                              | 38.2 (100.8)                                             | 40.1 (104.2)                                             | 41.7 (107.1)                                             | 38.4 (101.1)                                             | 35.2 (95.4)                                              | 30.7 (87.3)                                              | 22.7 (72.9)                                              | 19.6 (67.3)                                              | 41.7 (107.1)                                             |
| 平均最高気温 °C （°F）                                   | 2.7 (36.9)                                               | 6.5 (43.7)                                               | 13.4 (56.1)                                              | 21.3 (70.3)                                              | 27.6 (81.7)                                              | 31.0 (87.8)                                              | 32.0 (89.6)                                              | 31.2 (88.2)                                              | 26.8 (80.2)                                              | 19.5 (67.1)                                              | 10.6 (51.1)                                              | 4.0 (39.2)                                               | 18.88 (65.99)                                            |
| 日平均気温 °C （°F）                                     | −2.7 (27.1)                                              | 0.6 (33.1)                                               | 7.4 (45.3)                                               | 15.1 (59.2)                                              | 21.2 (70.2)                                              | 25.1 (77.2)                                              | 26.9 (80.4)                                              | 25.9 (78.6)                                              | 20.8 (69.4)                                              | 13.3 (55.9)                                              | 4.9 (40.8)                                               | −1.1 (30)                                                | 13.12 (55.6)                                             |
| 平均最低気温 °C （°F）                                   | −7.1 (19.2)                                              | −4.3 (24.3)                                              | 1.8 (35.2)                                               | 8.8 (47.8)                                               | 14.8 (58.6)                                              | 19.7 (67.5)                                              | 22.6 (72.7)                                              | 21.6 (70.9)                                              | 15.9 (60.6)                                              | 8.3 (46.9)                                               | 0.3 (32.5)                                               | −5.2 (22.6)                                              | 8.1 (46.57)                                              |
| 最低気温記録 °C （°F）                                   | −20.2 (−4.4)                                             | −15.7 (3.7)                                              | −10.7 (12.7)                                             | −2.7 (27.1)                                              | 3.4 (38.1)                                               | 10.5 (50.9)                                              | 15.8 (60.4)                                              | 13.9 (57)                                                | 4.0 (39.2)                                               | −3.5 (25.7)                                              | −10.8 (12.6)                                             | −15.7 (3.7)                                              | −20.2 (−4.4)                                             |
| 降水量 mm （inch）                                       | 2.1 (0.083)                                              | 5.6 (0.22)                                               | 9.6 (0.378)                                              | 21.6 (0.85)                                              | 34.7 (1.366)                                             | 84.8 (3.339)                                             | 209.5 (8.248)                                            | 119.7 (4.713)                                            | 53.3 (2.098)                                             | 27.8 (1.094)                                             | 15.1 (0.594)                                             | 2.5 (0.098)                                              | 586.3 (23.081)                                           |
| 平均降水日数 （≥0.1 mm）                                 | 1.3                                                      | 2.3                                                      | 2.8                                                      | 4.5                                                      | 6.1                                                      | 10.3                                                     | 13.1                                                     | 11.0                                                     | 7.5                                                      | 5.0                                                      | 3.0                                                      | 1.5                                                      | 68.4                                                     |
| 平均降雪日数                                             | 2.4                                                      | 2.2                                                      | 1.1                                                      | 0.1                                                      | 0                                                        | 0                                                        | 0                                                        | 0                                                        | 0                                                        | 0                                                        | 1.5                                                      | 2.4                                                      | 9.7                                                      |
| % 湿度                                                   | 43                                                       | 42                                                       | 41                                                       | 43                                                       | 48                                                       | 60                                                       | 72                                                       | 73                                                       | 67                                                       | 62                                                       | 56                                                       | 46                                                       | 54.4                                                     |
| 平均月間日照時間                                         | 183.1                                                    | 183.6                                                    | 220.2                                                    | 233.1                                                    | 250.5                                                    | 203.2                                                    | 170.2                                                    | 186.9                                                    | 194.8                                                    | 188.8                                                    | 166.0                                                    | 169.9                                                    | 2,350.3                                                  |
| 日照率                                                   | 61                                                       | 60                                                       | 59                                                       | 58                                                       | 56                                                       | 45                                                       | 38                                                       | 44                                                       | 53                                                       | 55                                                       | 56                                                       | 59                                                       | 53.7                                                     |
| 出典：                                                   |                                                          |                                                          |                                                          |                                                          |                                                          |                                                          |                                                          |                                                          |                                                          |                                                          |                                                          |                                                          |                                                          |

## 市政
- 中国共産党北京市委員会書記：尹力（2022 -）
- 北京人民政府市長：殷勇（2022年10月28日 -）
- 北京市人民代表大会常務委員会主任：李偉
- 中国人民政治協商会議北京市委員会主席：吉林

## 行政区域
下部には16市轄区を管轄する。
| 北京市の地図 |
| --- |
| 1 2 朝陽区 豊台区 3 海淀区 門頭溝区 房山区 通州区 順義区 昌平区 大興区 懐柔区 平谷区 密雲区 延慶区 1. 東城区 2. 西城区 3. 石景山区 |

旧城区

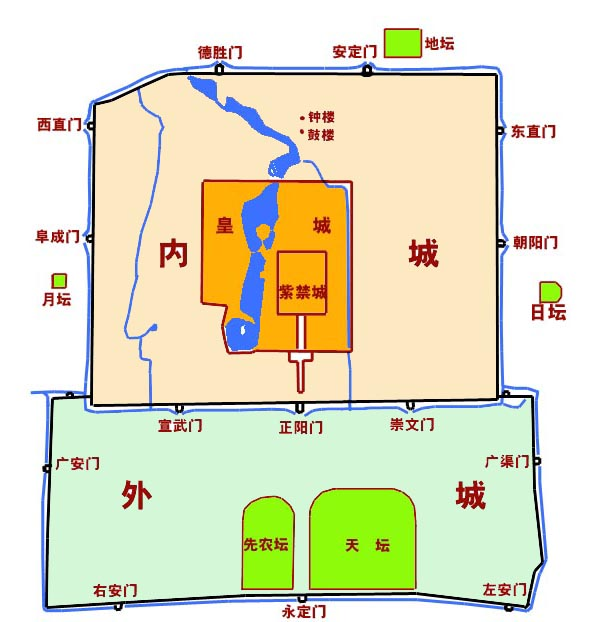
北京の城門

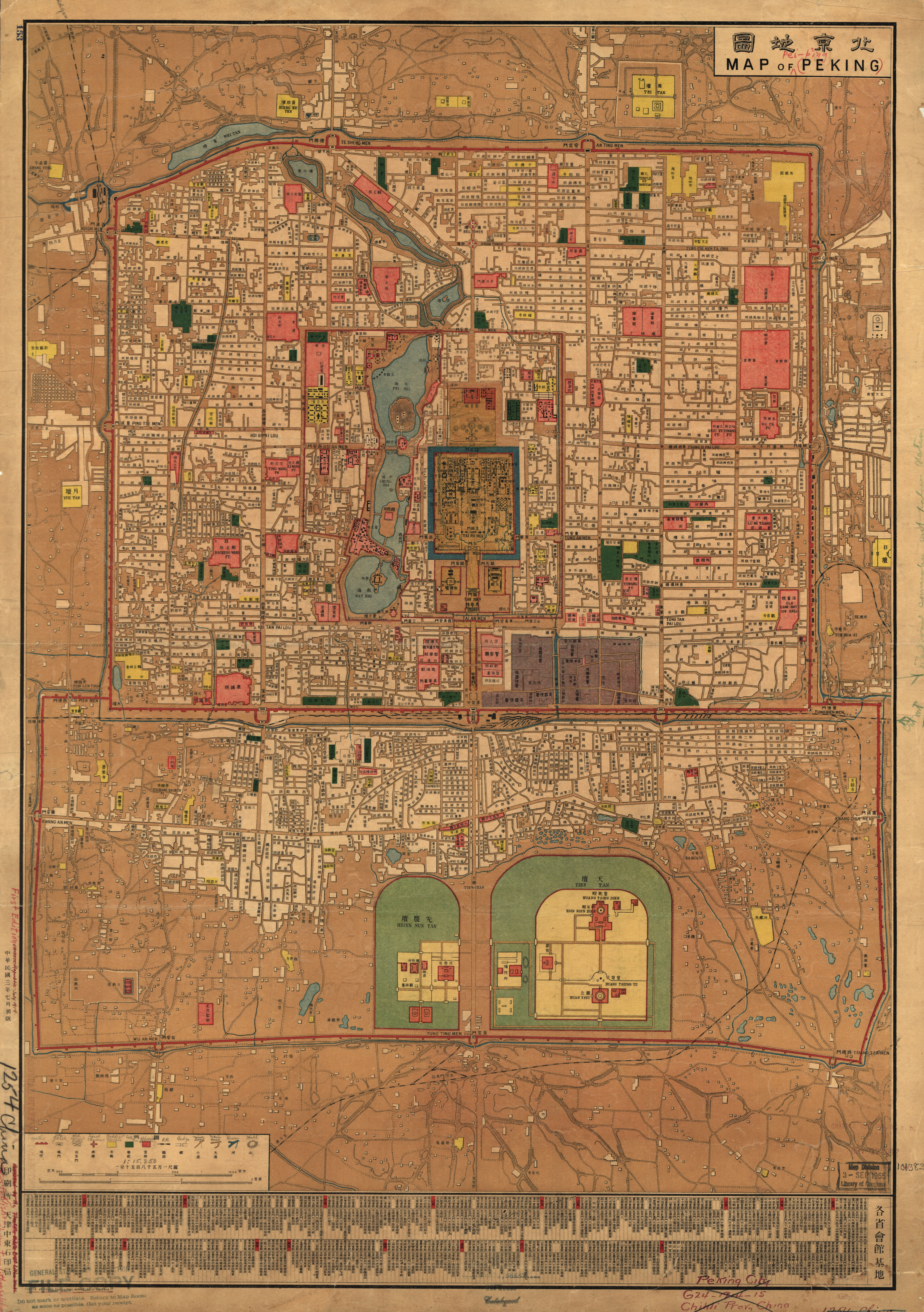
北京の古地図（1914年）

- 東城区 中心市街地東部に位置する。繁華街・王府井、安定門、東直門、天壇などがある。
- 西城区 中心市街地西部に位置し、人民大会堂や繁華街・西単、白雲観がある。

- 2010年7月1日まで崇文区（中心市街地南東部）と宣武区（中心市街地南西部）があったが、それぞれ旧東城区・旧西城区と新設合併した。旧城区を構成する元の四区から一文字ずつとって、この地域を「東西文武」と呼ぶことがある。

新城区
- 朝陽区 市街地北郊から東郊にかけて位置する。北京商務中心区（CBD）や首都国際空港の一部を含む。
- 海淀区 市街地西北郊に位置し、北京大学、清華大学、中関村などがある。
- 豊台区 市街地南郊から西南郊に位置し、北京西駅がある。
- 石景山区 市街地西郊に位置し、地下鉄1号線が延びる。人民解放軍の大拠点がある。

その他
- 順義区 市東北部に位置し、1998年県から区に昇格した。
- 昌平区 市北西部に位置し、明の十三陵がある。
- 門頭溝区 市西部の山間部に位置し、1958年区成立。
- 通州区 市東部に位置する。1958年市に編入、1997年区に昇格。京杭大運河が流れる。
- 房山区 市南西部に位置する。周口店がある。1999年区に昇格。
- 大興区 市南部に位置する。1958年市に編入、2001年区に昇格。2019年9月25日開港の北京大興国際空港を含む。
- 懐柔区 市北部の山間部に位置する。1368年建県、2001年区に昇格。
- 平谷区 市東北部に位置する。1958年北京市に編入、2002年区に昇格。
- 延慶区 市北西部に位置する。2015年区に昇格。
- 密雲区 市東北部に位置する。2015年区に昇格。北京の水源である密雲ダムがある。

## 人口
北京市の人口は2000万人を突破し、2014年には2152万人となった。戸籍人口1,755万人（2009年末）あまりで、他に公安機関（警察）に一時住居登録している流動人口が364.9万人、都心人口が917.61万人（2008年12月）いる。構成は96%が漢民族で、残り4%は55の少数民族で構成されている。
都市的地域の人口は1,395万人であり、世界第16位である。

## 経済

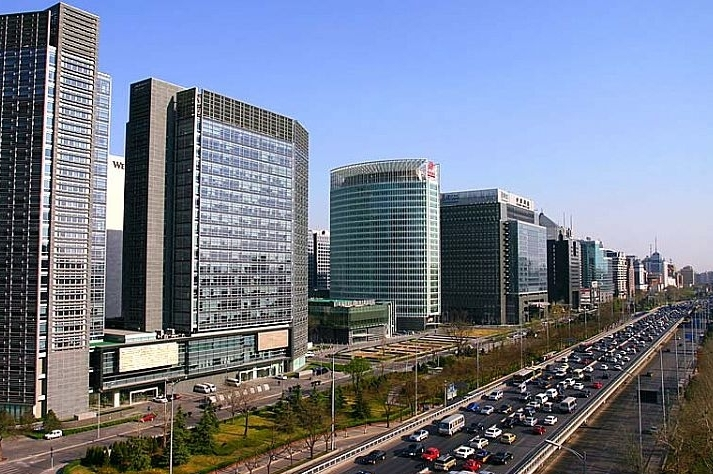
西二環路にある北京金融街は、北京経済の中心地である

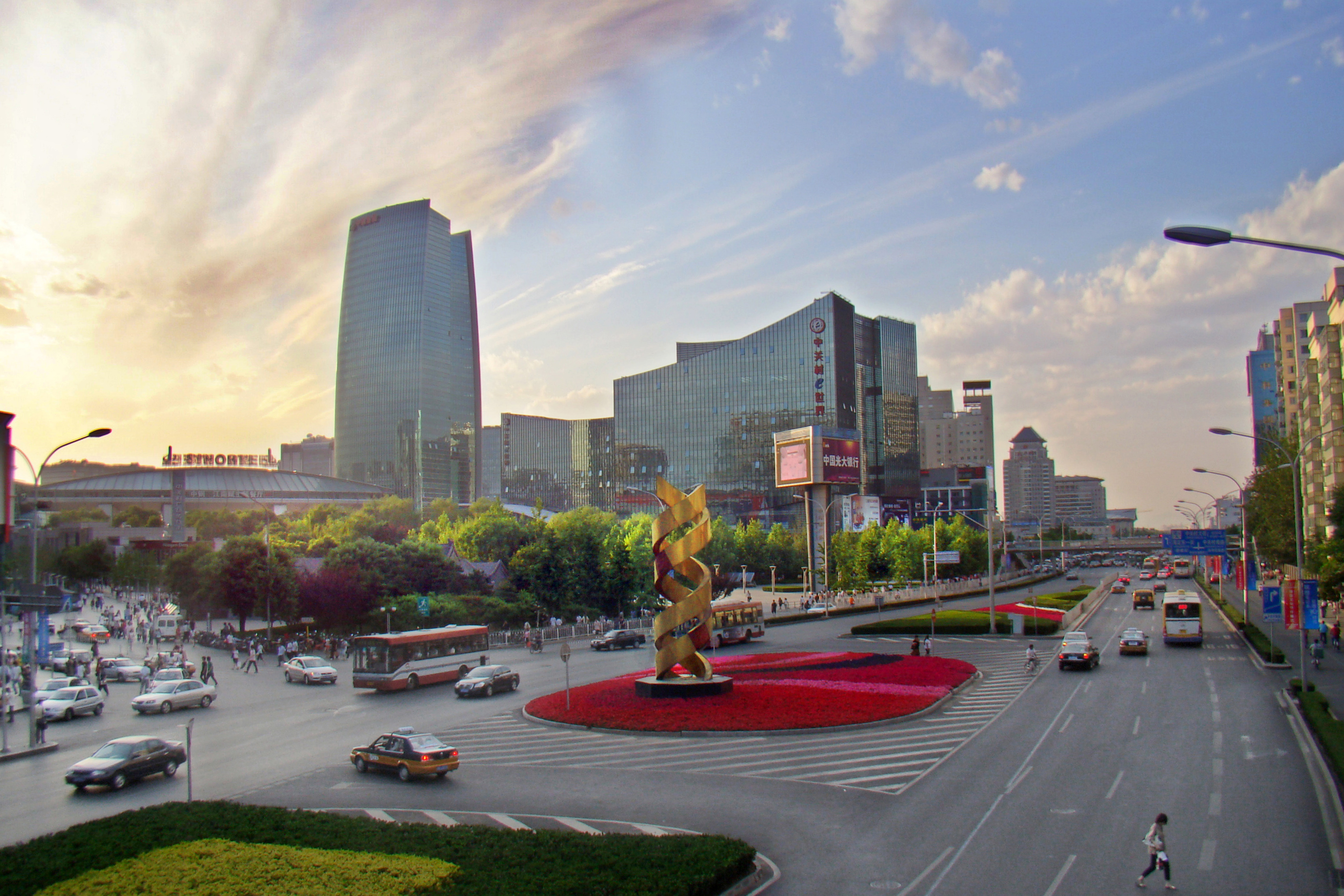
IT産業や研究所が集積し、中国のシリコンバレーとも呼ばれる中関村

2014年の北京市の市内総生産は約2兆1320億元であり、上海市に次いで中国本土第2位である。2014年の北京都市圏の総生産は4811億ドルであり、世界11位の経済規模を有する。
アメリカのシンクタンクが2020年に発表した総合的な世界都市ランキングにおいて、ニューヨーク、ロンドン、パリ、東京に次ぐ世界5位の都市と評価され、特にビジネス活動の分野ではニューヨークに次いで高い評価を受けた。2022年9月のイギリスのシンクタンクによると、世界8位の金融センターであり、中国では香港や上海に次ぐ3位である。
イギリスの「グローバリゼーションと世界都市研究ネットワーク」(GaWC)が2020年に公表した金融、会計、法律、広告、経営コンサルタントなどビジネス分野を対象とした世界都市格付けにおいて、最高峰のロンドンとニューヨークの2都市に次ぎ、パリ、東京と同じく"アルファ+"級世界都市として選定された。2013年からはフォーチュン・グローバル500においては、東京を超えて世界で最も大企業の本社が集積している都市との評価を受けている。2015年にはニューヨーク、ロシアのモスクワを超えて世界で最も億万長者が多い都市となった。
北京市統計局が公表した2010年の全従業員の平均賃金は年50,415元（約63万円）である。月当たりだと4,201元（約5万円）である。また、2012年の最低賃金基準は1時間当たり7.2元(約90円)、月当たり1,260元（約1万6000円）である。一方、非全日制就業労働者の1時間あたり最低賃金は14元（約170円）である。
北京市は、ハイテク民営企業、研究開発拠点、中国ビジネスの統括拠点としての発展を目指すものと見られる。産業構造では第三次産業への依存が高い。2003年GDPの61.4%が第三次産業である一方、第二次産業の比率は36.0%で、第一次産業に至ってはわずか2.6%に過ぎない。ちなみに中国全体では第三次産業の比率は32.3%で、上海でも48.4%である。近年では外資企業の第三次産業での進出も加速している。市中心部では、CBD構想（北京CBD計画）が着々と進むなど、北京市は上海と並ぶ中国ビジネスの統括拠点としての役割も強めている。この他、北京市は環渤海経済圏、京津冀都市経済圏における中心都市として、周辺地域との経済的な協調を図りながら効率性の高い発展を志向するものとみられる。
また、北京には多くの大学・研究機関が集中しており、多くの優秀な人材が社会へと巣立っている。

## 政治

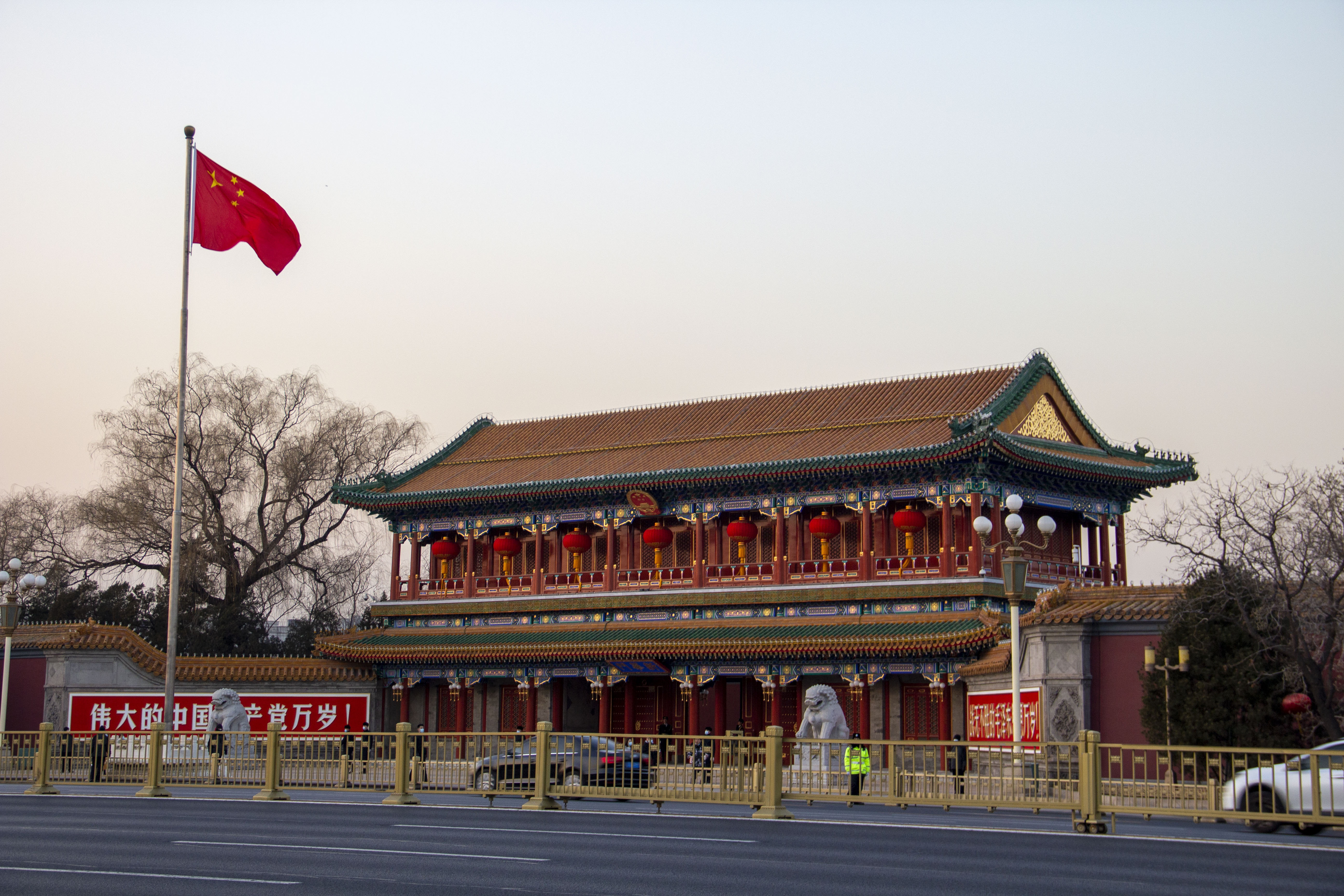
中国の権力の象徴である中南海

故宮の西側に隣接する中南海には最高領導人（最高指導者）の居住地や中国共産党の本部と中央政府の国務院などが所在し、人民大会堂では最高権力機関である全国人民代表大会が毎年開催されている。

## 軍事
中部戦区司令部所在地であり、首都警備の任にあたる衛戍部隊3個師団が市内に駐屯する。国際的な国境警備の任にあたる上海協力機構の本部も所在する。

## 交通

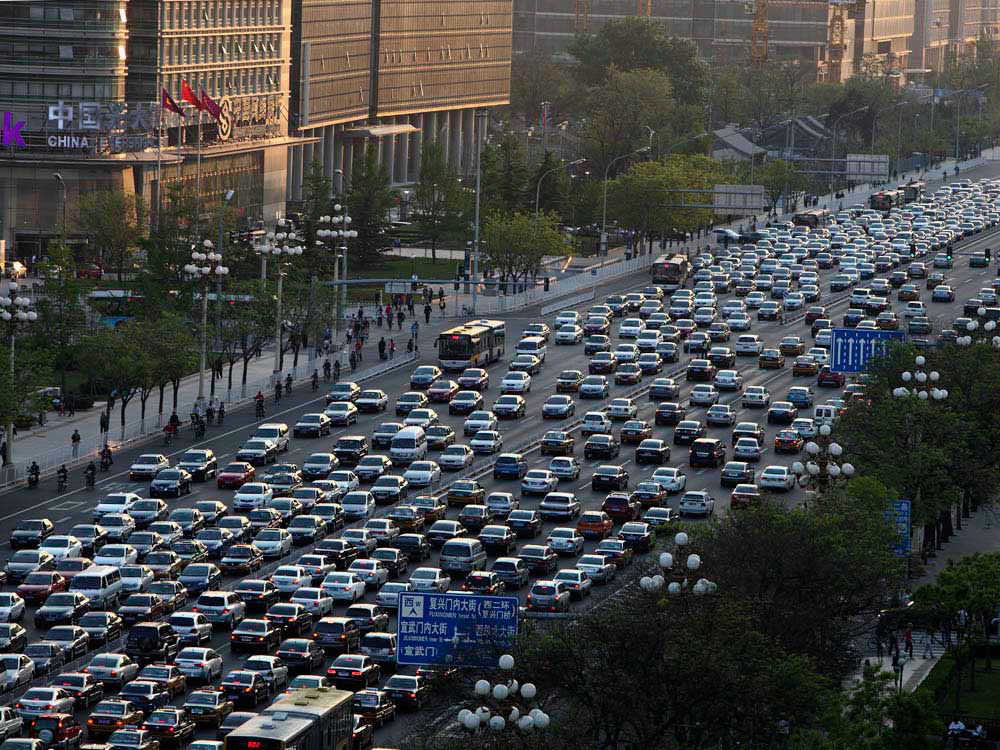
長安街

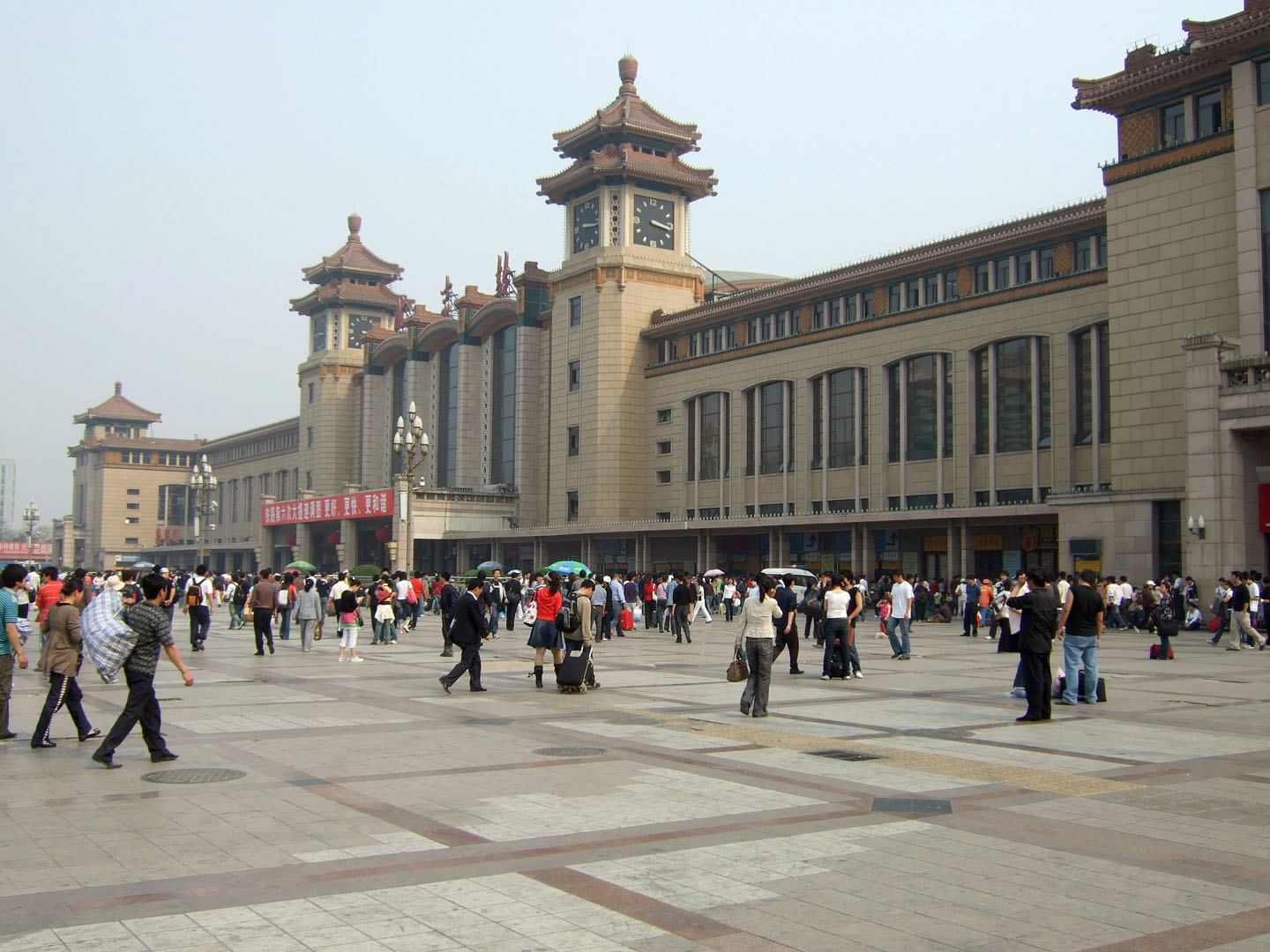
北京駅

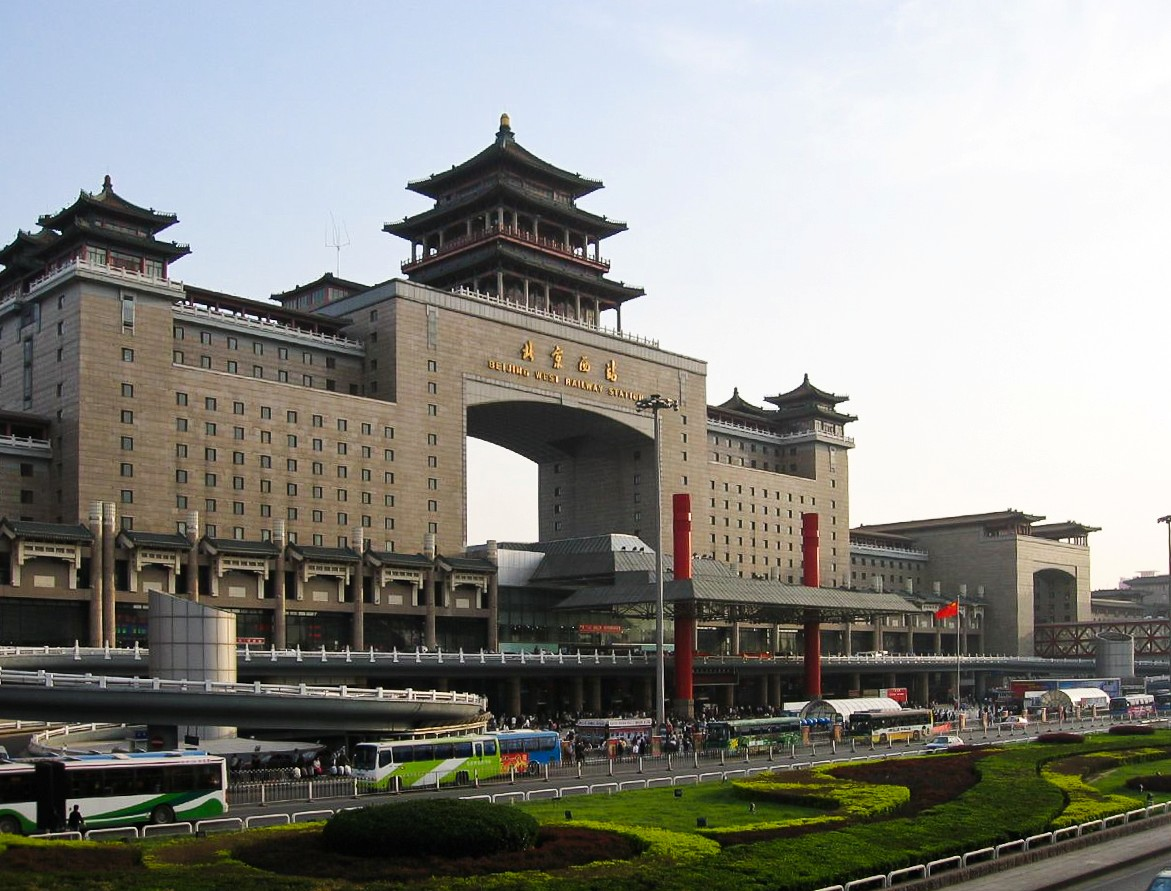
北京西駅

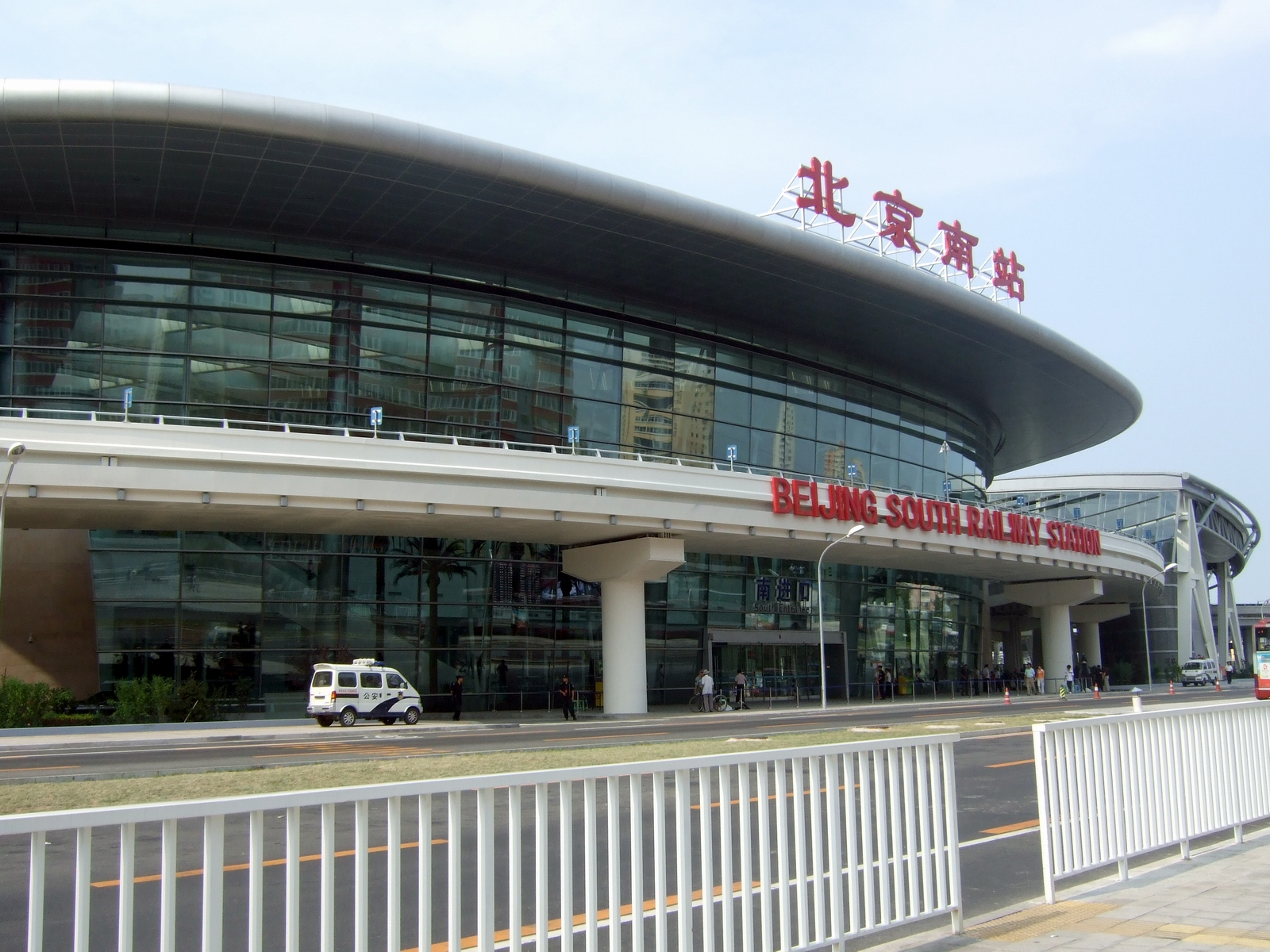
北京南駅

### 道路
1960年代 - 70年代に街の交通の障害になるという理由で、明代の内城の城壁が撤去された。その跡には新たに移動の大動脈として一周約32kmの第二環状線が築かれている。その外側にさらに3つの環状線が敷かれており、現在6つの環状道路が開通。第7環状道路は現在計画中である。さらに環状2号線から放射状に12の国道が国内各地にのびる。北京から天津を経由して、渤海沿岸の塘沽までなど、6本の高速道路が建設された。
2010年、北京では、自動車の登録台数が1年で75万台超も増え、470万台を突破している。自動車の普及に道路や駐車場などインフラ整備が追いつかず、渋滞が深刻化している。8月の米誌フォーリン・ポリシーの記事では、世界で最も交通渋滞が深刻な都市に北京を挙げている。北京市ではこの状態を少しでも改善するため、公共交通優先措置、自動車のナンバープレートによる運行制限などを実施、年間の登録台数の制限も実施するとしている。
2013年になり大気汚染は悪化の一途をたどり、北京市も対策に乗り出した。
同年9月29日には市の大気汚染が最悪レベルになった。

### 鉄道
北京は中国国鉄の中心地であり、国内全省都への直通列車や、近隣諸国への国際列車が発着する。モスクワ、ウランバートル、平壌行きの国際列車をはじめ、国内全ての省、市、自治区の首府を結ぶ直行列車が発着する。2011年6月には、経済の中心地である上海とを結ぶ京滬高速鉄道が開業した。巨大ターミナル駅として、中央駅の北京駅や北京西駅、北京南駅が挙げられる。またその他に大きな駅として、北京東駅、北京北駅、北京大興駅、豊台駅、通州西駅がある。
市中心部、郊外の交通は、北京地下鉄が担っている。また、2006年には北京市政交通カードとよばれるICカードを導入、自動改札機も全線・全駅で導入されている。2008年8月の北京オリンピックの開催を契機に路線網が急速に拡大し、2020年末現在では総延長はおよそ727Kmとなる。

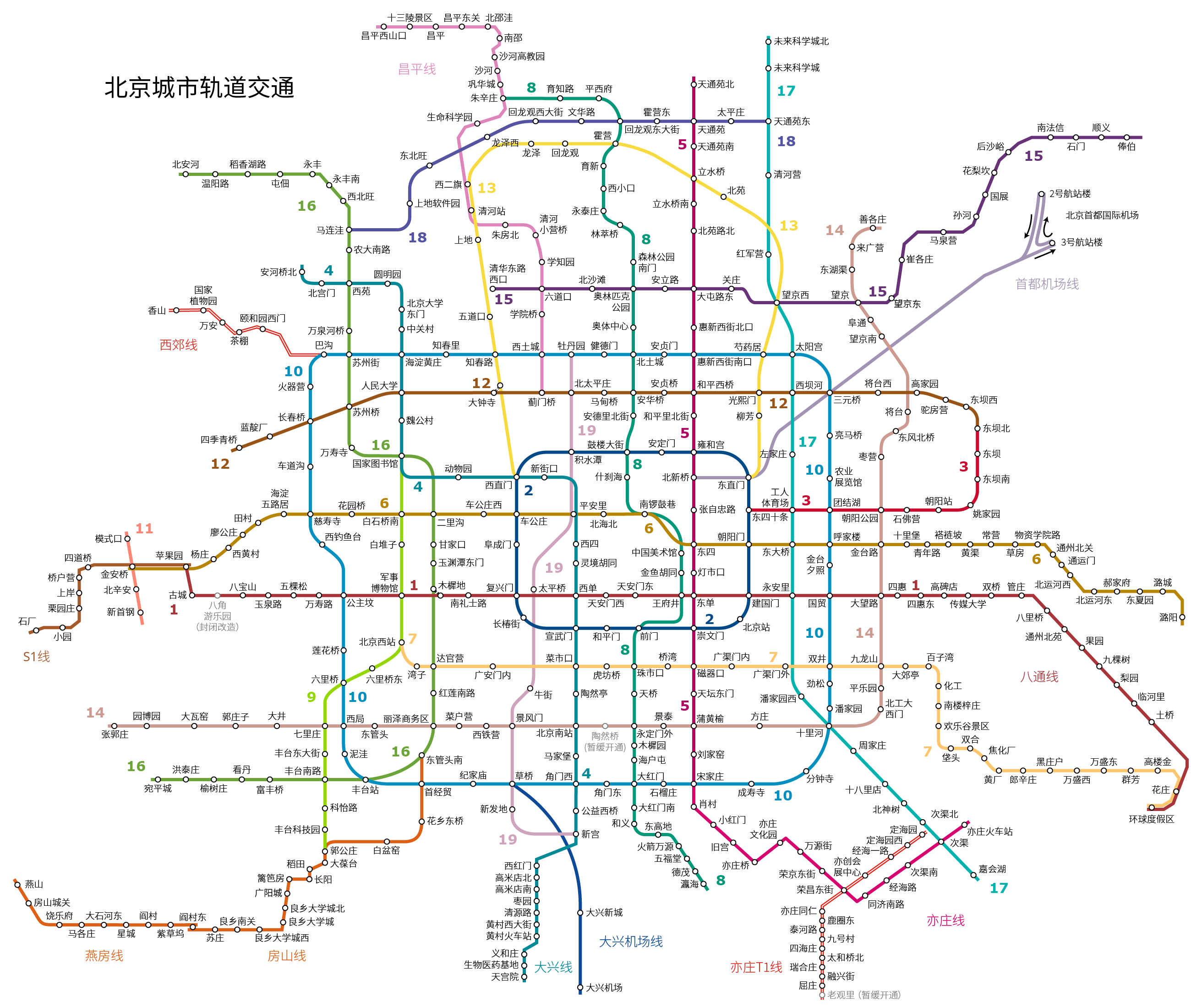
2020年12月31日の地下鉄路線図

中国国鉄の主な路線
- 京滬線
- 京広線
- 京哈線
- 京九線
- 京承線
- 京包線
- 京原線
- 京通線
- 豊沙線
- 大秦線
- 京津都市間鉄道
- 京滬高速鉄道
- 京哈高速鉄道
- 京港旅客専用線
- 京雄都市間鉄道
- 京張都市間鉄道
- 京唐都市間鉄道（中国語版）

地下鉄の路線
- 1号線
- 2号線
- 4号線
- 5号線
- 6号線
- 7号線
- 8号線
- 9号線
- 10号線
- 11号線
- 13号線
- 14号線
- 15号線
- 16号線
- 17号線
- 19号線
- 八通線
- 大興線
- 亦荘線
- 房山線
- 燕房線
- 昌平線
- 首都機場線
- 大興機場線
- S1線

ライトレールの路線
- 西郊線荘
- 亦荘T1線

### 航空

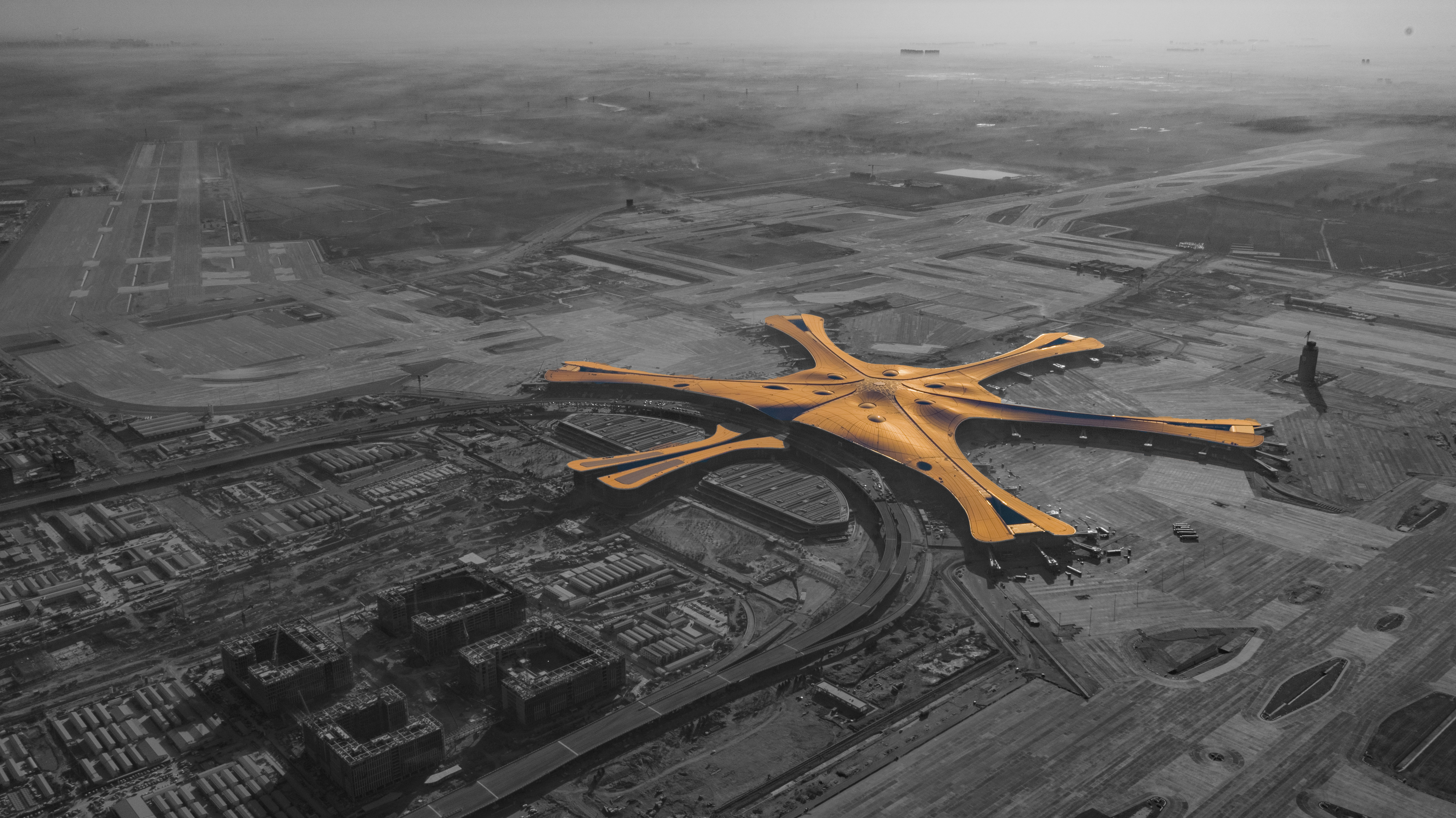
北京大興国際空港

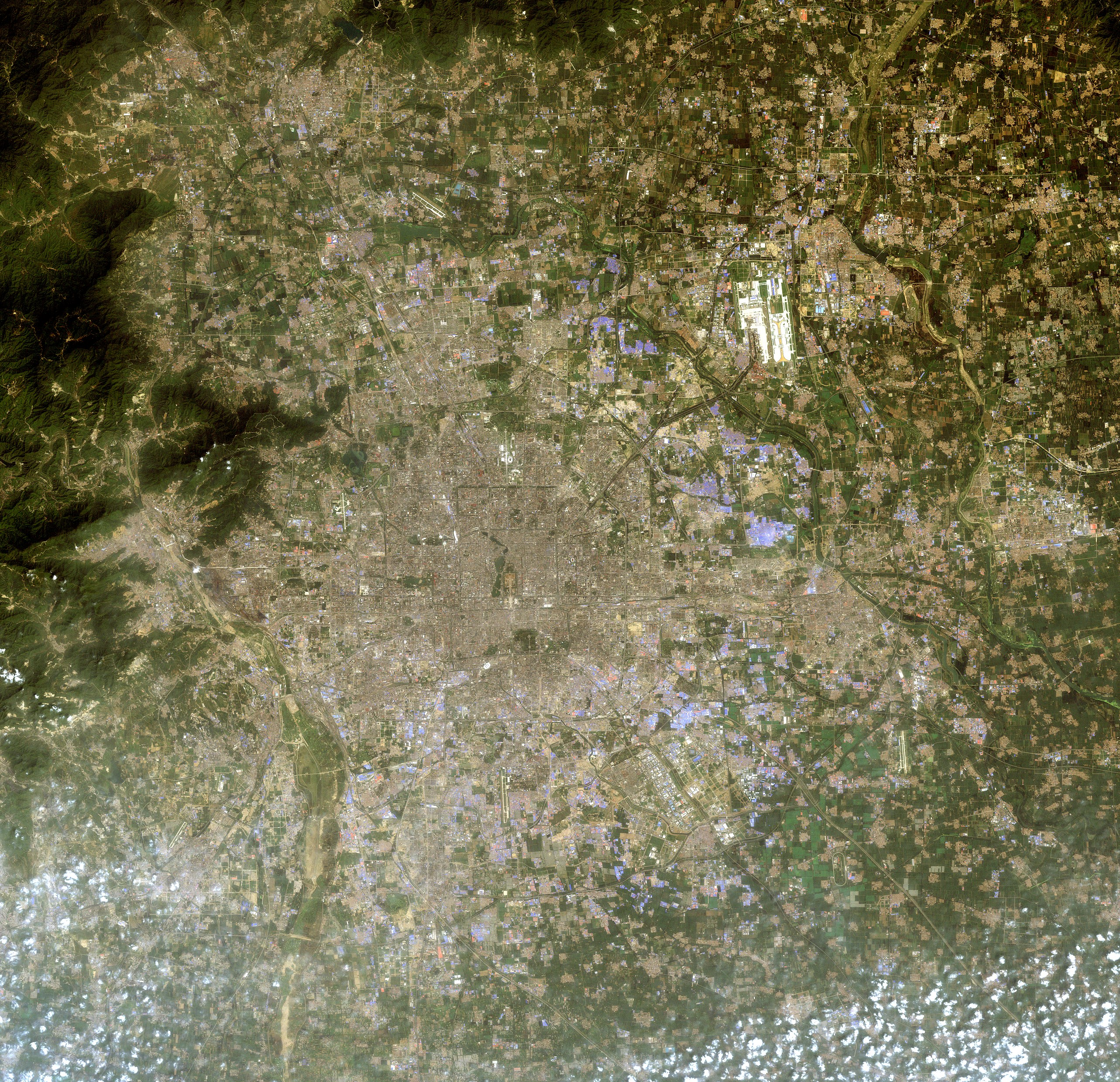
北京の衛星写真

- 北京の玄関口として北京首都国際空港が北京中心部から約25キロ北東に位置する。この空港は中国最大級の空港かつ、もっとも忙しい空港である。アジアでも最大級の規模を持つ中国国際航空及び海南航空、中国南方航空のハブ空港である。
- 北京中心部から約13キロ南には、清の時代から続く中国最古の北京南苑空港がある。この空港は軍民共用であり、市内へのアクセスが北京首都国際空港よりも良い。北京南苑空港は北京大興国際空港が開港したことを受け、2019年10月に閉鎖された。
- 軍用空港である北京西郊空港は、北京では南苑空港に次ぐ古い空港で市街から最も近い。
- 北京大興国際空港が2019年9月25日に軍民共用として開港した[51]。

## 文化

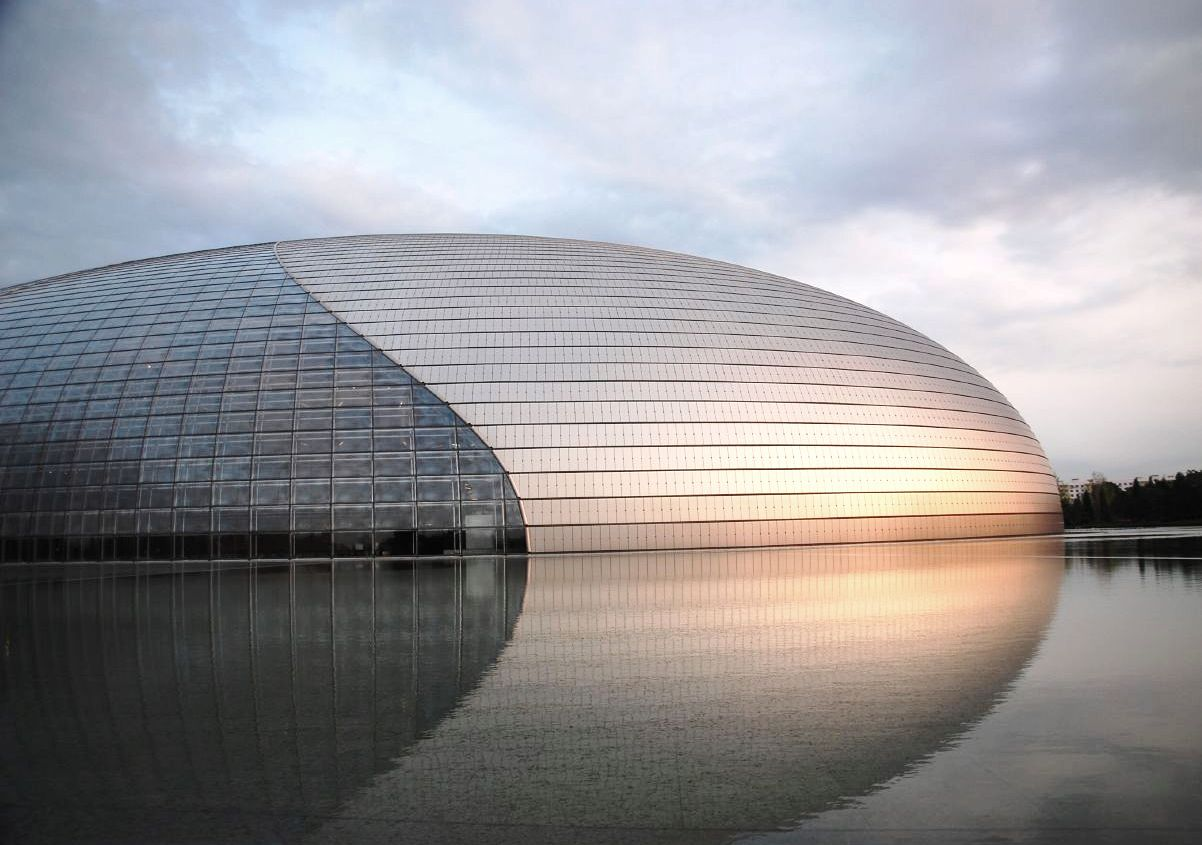
中国国家大劇院

清の時代に多くの統治階層の満洲八旗は山海関外の満洲から北京に移住したため、現代の北京の下町に旗人の末裔が多く住み、北京の文化にも満洲民族の文化が多く見られる。
- 北京語
- 北京料理
- 京劇
- 798芸術区
- 膀爺[53][54]

### 音楽
北京には多くのロック専門のミュージシャンが集まり、北京を彼らの音楽人生の始まりとして見る。前衛的なアーティスト達も活躍している。

### メディア
北京電視台が国営放送網として北京に所在し、主として1から10までの番号をふられたチャンネルをそれぞれ放送する。

## スポーツ

### オリンピック
2008年、北京市で中国初の夏季オリンピック・パラリンピックである北京夏季オリンピック・パラリンピックが開催された。さらに2022年、同じく北京市で中国初の冬季オリンピック・パラリンピックとなる北京冬季オリンピック・パラリンピックが開催された。この大会は、五輪史上初となる夏・冬オリンピックの同一都市での開催となった。

### サッカー
北京市にはプロサッカークラブとして、中国サッカー・スーパーリーグに所属する北京中赫国安と、甲級リーグに所属する北京北体大が存在している。かつては北京人和も存在していたが、2021年に債務問題と給与未払い問題が発覚しクラブは解散した。なお、北京中赫国安は中国国内最大級のスタジアムである「北京国家体育場」をホームスタジアムとしており、この場所は2008年北京オリンピックおよび2022年北京オリンピックのメインスタジアムとしても知られる。

## 教育
北京は、中国国内で最も大学の数が多い。また、清華大学や北京大学など、国内最上級の優秀な大学が所在している。
日本人の語学留学生（標準中国語）の行き先は、北京が一番多い。これは語学留学生を受け入れている学校（大学）数が、中国国内で最も多いことが関係している。また、中国の首都であるため有名な建築物が多く、比較的標準語に近い言葉を話している地域である。

### 日本人学校
- 北京日本人学校

### 博物館
- 明の十三陵 長陵分館、定陵分館、昭陵分館、神道分館
- 金陵 大房山の金皇陵
- 故宮博物院
- 首都博物館
- 北京古観象台
- 中国長城博物館
- 中国国家博物館
- 山戎文化陳列館
- 周口店遺跡博物館
- 西周燕都遺跡博物館
- 中国人民抗日戦争記念館
- 茅盾故居
- 宋慶齢故居
- 老舎記念館
- 郭沫若記念館
- 北京魯迅博物館
- 北京天文館
- 北京自然博物館
- 中国地質博物館
- 中国農業博物館
- 中国科学技術館
- 中華宇宙博物館
- 中国鉄道博物館
- 中国空軍航空博物館
- 中国美術館
- 中央民族大学民族博物館
- 中国人民革命軍事博物館
- 密雲区博物館
- 通州区博物館

## 観光

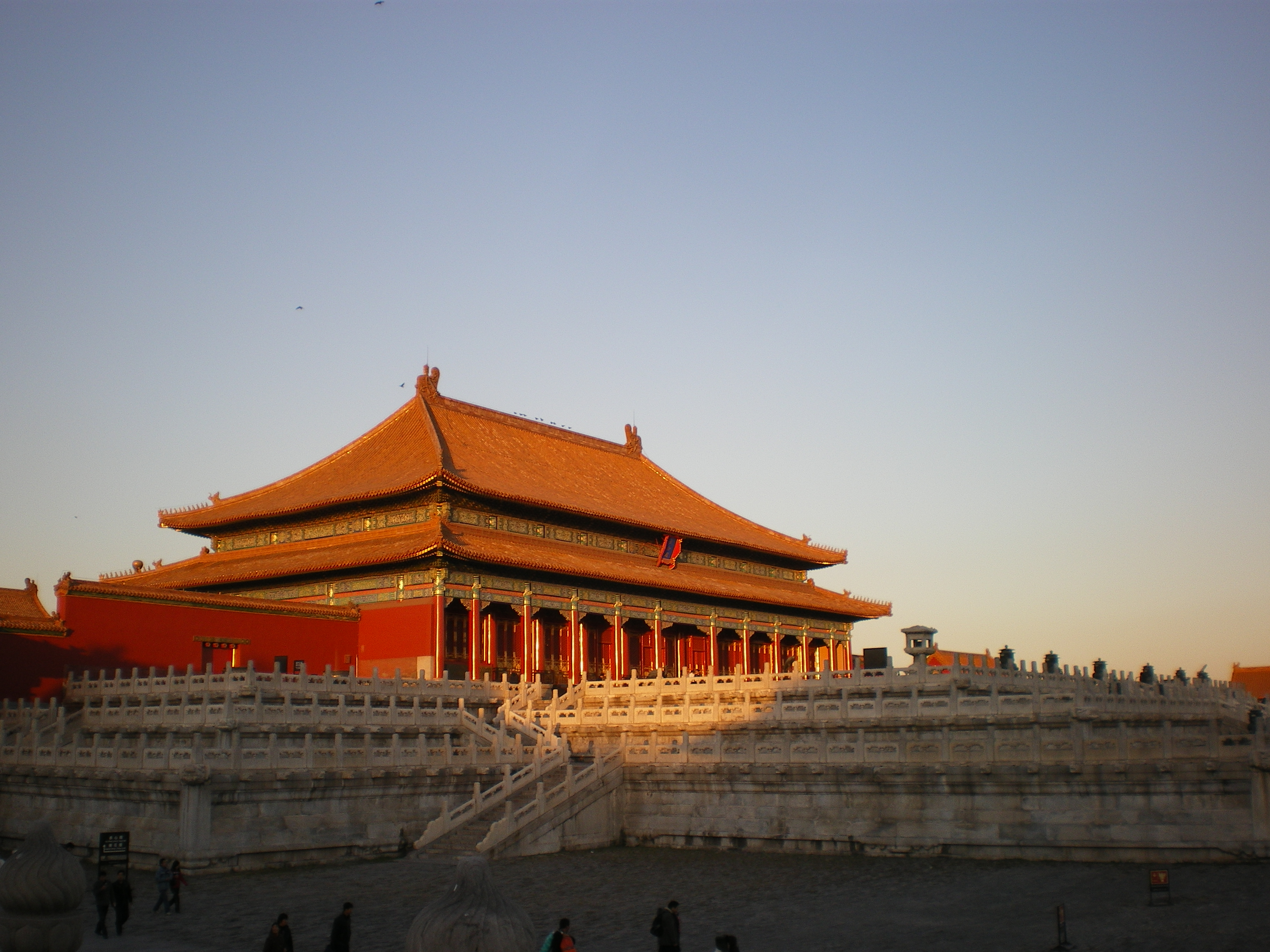
紫禁城

中国の代表的な観光都市として知られ、50万年前からの人類が生活してきた歴史、3000余年の街造りの歴史、700余年も全国的な政権が都をこの地に置いた歴史があり、中国の七大古都の1つである。北京は古都にふさわしい第一級の名勝史跡に恵まれており、外国人観光客数、観光外貨収入は国内第1位である。紫禁城や天安門広場、庭園、古くから市民の居住する街並みである衚衕などがあり海外からの観光客も多く訪れる都市である。

### 南北方向の中軸線
北京には南北方向の中軸線があり、紫禁城はもちろん、北京鐘楼・鼓楼、景山公園、天壇、天安門と天安門広場もこの中軸線上またはそのすぐそばにある。元の大都時代から確立されたこの中軸線は明の大規模建設と清の改良を経て、現代に至る。この中軸線は帝国王朝のシステムと中国の都市計画の伝統を示し、2024年に世界遺産に登録された。

#### 登録基準
この世界遺産は世界遺産登録基準のうち、以下の条件を満たし、登録された（以下の基準は世界遺産センター公表の登録基準からの翻訳、引用である）。
- (3) 現存するまたは消滅した文化的伝統または文明の、唯一のまたは少なくとも稀な証拠。
- (4) 人類の歴史上重要な時代を例証する建築様式、建築物群、技術の集積または景観の優れた例。

### 世界遺産
- 北京と瀋陽の明・清王朝皇宮 - 北京故宮（文化遺産、1987年）
- 万里の長城 - 八達嶺長城（文化遺産、1987年）
- 周口店の北京原人遺跡（文化遺産、1987年）
- 頤和園（文化遺産、1998年）
- 天壇（文化遺産、1998年）
- 明・清王朝の皇帝墓群 - 明の十三陵（文化遺産、2000年）
- 大運河（文化遺産、2014年）
- 北京中軸線：中華の理想的秩序を示す建造物群（文化遺産、2024年）

### 娯楽施設
- 石景山遊楽園
- 富国海底世界
- 中国北方国際射撃場（中国兵器装備研究所内）

- 天安門
- 天安門広場
- 人民英雄紀念碑
- 故宮博物院
- 景山公園
- 中南海
- 正陽門
- 北京内城東南角楼（中国語版）
- 北京鼓楼（中国語版）
- 北京鐘楼（中国語版）
- 南鑼鼓巷
- 恭王府
- 妙応寺
- 王府井
- 王府井天主堂
- 宣武門天主堂
- 北海公園
- 什刹海（前海、後海、西海）
- 北京古観象台
- 天壇
- 月壇
- 地壇
- 前門大街
- 琉璃厰
- 胡同の四合院
- 白雲観
- 八宝山革命公墓
- 北京国家体育場
- 中国国家大劇院
- 中華世紀壇
- 牛街清真寺
- 雍和宮
- 中国中央電視台本部ビル
- 中央広播電視塔
- 北京動物園
- 円明園
- 頤和園
- 香山公園
- 盧溝橋
- 川底下村
- 明の十三陵
- 万里の長城
- 山海関

## 姉妹都市
| 都市                     | 国               | 姉妹都市になった日付 | 姉妹都市関係終了の日付 |
| ------------------------ | ---------------- | -------------------- | ---------------------- |
| 東京都                   | 日本             | 1979年3月14日        |                        |
| ニューヨーク             | アメリカ合衆国   | 1980年2月25日        |                        |
| ベオグラード             | セルビア         | 1980年10月14日       |                        |
| リマ                     | ペルー           | 1983年11月21日       |                        |
| ワシントンD.C.           | アメリカ合衆国   | 1984年5月15日        |                        |
| マドリード               | スペイン         | 1985年9月16日        |                        |
| リオデジャネイロ         | ブラジル         | 1986年11月24日       |                        |
| イル・ド・フランス地域圏 | フランス         | 1987年7月2日         |                        |
| ケルン                   | ドイツ           | 1987年9月14日        |                        |
| アンカラ                 | トルコ           | 1990年6月20日        |                        |
| カイロ県                 | エジプト         | 1990年10月28日       |                        |
| ジャカルタ               | インドネシア     | 1992年8月4日         |                        |
| イスラマバード           | パキスタン       | 1992年10月8日        |                        |
| バンコク                 | タイ             | 1993年5月26日        |                        |
| ブエノスアイレス         | アルゼンチン     | 1993年7月13日        |                        |
| ソウル特別市             | 大韓民国         | 1993年10月23日       |                        |
| キーウ                   | ウクライナ       | 1993年12月13日       |                        |
| ベルリン                 | ドイツ           | 1994年4月5日         |                        |
| ブリュッセル             | ベルギー         | 1994年9月22日        |                        |
| ハノイ                   | ベトナム         | 1994年10月6日        |                        |
| アムステルダム           | オランダ         | 1994年10月29日       |                        |
| モスクワ                 | ロシア           | 1995年5月16日        |                        |
| パリ                     | フランス         | 1997年10月23日       |                        |
| ローマ                   | イタリア         | 1998年5月28日        |                        |
| ハウテン州               | 南アフリカ共和国 | 1998年12月6日        |                        |
| オタワ                   | カナダ           | 1999年10月18日       |                        |
| キャンベラ               | オーストラリア   | 2000年9月14日        |                        |
| マドリード州             | スペイン         | 2005年1月17日        |                        |
| アテネ                   | ギリシャ         | 2005年5月10日        |                        |
| ブダペスト               | ハンガリー       | 2005年6月16日        |                        |
| ブカレスト               | ルーマニア       | 2005年6月21日        |                        |
| ハバナ                   | キューバ         | 2005年9月24日        |                        |
| マニラ                   | フィリピン       | 2005年11月14日       |                        |
| ロンドン                 | イギリス         | 2006年4月11日        |                        |
| ウェリントン             | ニュージーランド | 2006年5月10日        |                        |
| アディスアベバ           | エチオピア       | 2006年4月17日        |                        |
| ヘルシンキ               | フィンランド     | 2006年7月14日        |                        |
| アスタナ                 | カザフスタン     | 2006年11月16日       |                        |
| テル・アビブ             | イスラエル       | 2006年11月21日       |                        |
| サンティアゴ             | チリ             | 2007年8月6日         |                        |
| リスボン                 | ポルトガル       | 2007年10月22日       |                        |
| ティラナ                 | アルバニア       | 2008年3月21日        |                        |
| ドーハ                   | カタール         | 2008年6月23日        |                        |
| サンホセ                 | コスタリカ       | 2009年10月17日       |                        |
| メキシコシティ           | メキシコ         | 2009年10月19日       |                        |
| ダブリン                 | アイルランド     | 2011年6月2日         |                        |
| コペンハーゲン           | デンマーク       | 2012年6月28日        |                        |
| ニューサウスウェールズ州 | オーストラリア   | 2012年8月3日         |                        |
| デリー                   | インド           | 2013年10月23日       |                        |
| テヘラン                 | イラン           | 2014年2月27日        |                        |
| ウランバートル           | モンゴル         | 2014年8月17日        |                        |
| ヴィエンチャン           | ラオス           | 2015年4月24日        |                        |
| プラハ                   | チェコ           | 2016年3月29日        | 2019年10月9日          |
| ミンスク                 | ベラルーシ       | 2016年4月26日        |                        |
| リガ                     | ラトビア         | 2017年9月15日        |                        |
| プノンペン               | カンボジア       | 2018年5月21日        |                        |

典拠: